# Rocky (serie de filme)
Rocky este o serie de filme despre box cu scenariul scris și avându-l în rol principal pe Sylvester Stallone, care joacă rolul lui Rocky Balboa. Din serie fac parte următoarele filme: Rocky (1976), Rocky II (1979), Rocky III (1982), Rocky IV (1985), Rocky V (1990) și Rocky Balboa (Rocky VI) (2006). Seria a obținut mai mult de un miliard de dolari la nivel mondial.
Primul și al cincilea film din serie au fost regizate de John G. Avildsen, restul fiind regizate tot de Stallone. Pe 7 decembrie 2010, Stallone a fost introdus în International Boxing Hall of Fame și muzeul acesteia, pentru tributul adus boxerilor prin personajul Rocky.

## Distribuție și personaje
| Personaj               | Film               | Film               | Film               | Film               | Film               | Film               | Film               |
| Personaj               | Rocky              | Rocky II           | Rocky III          | Rocky IV           | Rocky V            | Rocky Balboa       | Creed              |
| ---------------------- | ------------------ | ------------------ | ------------------ | ------------------ | ------------------ | ------------------ | ------------------ |
| Rocky Balboa           | Sylvester Stallone | Sylvester Stallone | Sylvester Stallone | Sylvester Stallone | Sylvester Stallone | Sylvester Stallone | Sylvester Stallone |
| Paulie Pennino         | Burt Young         | Burt Young         | Burt Young         | Burt Young         | Burt Young         | Burt Young         |                    |
| Tony "Duke" Evers      | Tony Burton        | Tony Burton        | Tony Burton        | Tony Burton        | Tony Burton        | Tony Burton        |                    |
| Adrian Balboa          | Talia Shire        | Talia Shire        | Talia Shire        | Talia Shire        | Talia Shire        | Talia Shire        |                    |
| Mickey Goldmill        | Burgess Meredith   | Burgess Meredith   | Burgess Meredith   | Burgess Meredith   | Burgess Meredith   | Burgess Meredith   |                    |
| Apollo Creed           | Carl Weathers      | Carl Weathers      | Carl Weathers      | Carl Weathers      | Carl Weathers      |                    |                    |
| Marie                  | Jodi Letizia       |                    |                    |                    | Jodi Letizia       | Geraldine Hughes   |                    |
| Spider Rico            | Pedro Lovell       |                    |                    |                    |                    | Pedro Lovell       |                    |
| Robert Balboa Jr.      |                    | Seargeoh Stallone  | Ian Fried          | Rocky Krakoff      | Sage Stallone      | Milo Ventimiglia   |                    |
| Clubber Lang           |                    |                    | Mr. T              | Mr. T              | Mr. T              | Mr. T              |                    |
| Ivan Drago             |                    |                    |                    | Dolph Lundgren     | Dolph Lundgren     | Dolph Lundgren     |                    |
| Tommy Gunn             |                    |                    |                    |                    | Tommy Morrison     |                    |                    |
| Mason "The Line" Dixon |                    |                    |                    |                    |                    | Antonio Tarver     |                    |
| Adonis Johnson Creed   |                    |                    |                    |                    |                    |                    | Michael B. Jordan  |

- Actorii care apar scriși aplecat au apărut doar în filmările de arhivă preluate din filmele anterioare și nu au fost creditați pentru filmul indicat.

## Recenzii
| Film         | Rotten Tomatoes       | Metacritic          | CinemaScore |
| ------------ | --------------------- | ------------------- | ----------- |
| Rocky        | 92% (53 de recenzii)  |                     |             |
| Rocky II     | 72% (25 de recenzii)  |                     |             |
| Rocky III    | 61% (31 de recenzii)  |                     |             |
| Rocky IV     | 38% (42 de recenzii)  |                     |             |
| Rocky V      | 26% (31 de recenzii)  | 54 (15 de recenzii) | A           |
| Rocky Balboa | 76% (175 de recenzii) | 63 (33 de recenzii) | B+          |